# ليوبومير ستيفانوفيتش
ليوبومير ستيفانوفيتش هو لاعب كرة قدم صربي في مركز الوسط، ولد في 8 أغسطس 1986 في زرنجانین في صربيا. شارك مع منتخب صربيا تحت 19 سنة لكرة القدم ومنتخب صربيا تحت 21 سنة لكرة القدم. أما مع النوادي، فقد لعب مع النادي الرياضي بكالوني ونادي فويفودينا ونادي ميتالورغ سكوبيه.

## وصلات خارجية
- ليوبومير ستيفانوفيتش على موقع الاتحاد الأوربي (الإنجليزية)
- ليوبومير ستيفانوفيتش على موقع قاعدة بيانات كرة القدم.إي يو (الإنجليزية)
- ليوبومير ستيفانوفيتش على موقع Soccerway.com (الإنجليزية)